# Équipe de Tchécoslovaquie de football à la Coupe du monde 1970
L'équipe de Tchécoslovaquie de football participe à sa sixième Coupe du monde lors de l'édition 1970 qui se tient au Mexique du 31 mai 1970 au 21 juin 1970. Lors de la précédente coupe du monde en 1966, l'équipe n'avait pas réussi à se qualifier pour la phase finale. Durant cette édition 1970, les Tchécoslovaques sont éliminés au premier tour, en perdant tous leurs matchs, finissant donc à la dernière place de leur groupe.

## Phase qualificative
La Tchécoslovaquie affronte la Hongrie, le Danemark et l'Irlande dans son groupe de qualifications. Au terme d'un duel à distance acharné, Hongrois et Tchécoslovaques finissent à égalité et doivent disputer un match de barrage à Marseille. C'est finalement la Tchécoslovaquie qui l'emporte facilement (4-1) et qui se qualifie du même coup pour la phase finale.
| Rang | Équipe               | Pts | J | G | N | P | Bp | Bc | Diff |  | Résultats (▼ dom., ► ext.) |     |     |     |     |
| ---- | -------------------- | --- | - | - | - | - | -- | -- | ---- |  | -------------------------- | --- | --- | --- | --- |
| 1    | Tchécoslovaquie      | 9   | 6 | 4 | 1 | 1 | 12 | 6  | +6   |  | Tchécoslovaquie            |     | 3-3 | 1-0 | 3-0 |
| 1    | Hongrie              | 9   | 6 | 4 | 1 | 1 | 16 | 7  | +9   |  | Hongrie                    | 2-0 |     | 3-0 | 4-0 |
| 3    | Danemark             | 5   | 6 | 2 | 1 | 3 | 6  | 10 | -4   |  | Danemark                   | 0-3 | 3-2 |     | 2-0 |
| 4    | République d'Irlande | 1   | 6 | 0 | 1 | 5 | 3  | 14 | -11  |  | République d'Irlande       | 1-2 | 1-2 | 1-1 |     |

| 25 septembre 1968 | Danemark | 0 - 3 | Tchécoslovaquie                 | Idrætsparken, Copenhague                       |                                                |
|                   |          |       | Jokl 3e · Kuna 11e · Hagara 83e | Spectateurs : 30 258 Arbitrage : M. Hirviniemi | Spectateurs : 30 258 Arbitrage : M. Hirviniemi |
|                   | détails  |       |                                 | Spectateurs : 30 258 Arbitrage : M. Hirviniemi | Spectateurs : 30 258 Arbitrage : M. Hirviniemi |

| 20 octobre 1968 | Tchécoslovaquie | 1 - 0 | Danemark | Tehelne Pole, Bratislava                    |                                             |
|                 | Jokl 56e        |       |          | Spectateurs : 14 249 Arbitrage : M. Bucheli | Spectateurs : 14 249 Arbitrage : M. Bucheli |
|                 | détails         |       |          | Spectateurs : 14 249 Arbitrage : M. Bucheli | Spectateurs : 14 249 Arbitrage : M. Bucheli |

| 4 mai 1969 | République d'Irlande | 1 - 2 | Tchécoslovaquie        | Dalymount Park, Dublin                      |                                             |
|            | Rogers 16e           |       | Kabat 51e · Adamec 70e | Spectateurs : 32 002 Arbitrage : M. Ribeiro | Spectateurs : 32 002 Arbitrage : M. Ribeiro |
|            | détails              |       |                        | Spectateurs : 32 002 Arbitrage : M. Ribeiro | Spectateurs : 32 002 Arbitrage : M. Ribeiro |

| 25 mai 1969 | Hongrie                | 2 - 0 | Tchécoslovaquie | Nepstadion, Budapest                      |                                           |
|             | Dunai 11e · Albert 89e |       |                 | Spectateurs : 72 938 Arbitrage : M. Bentu | Spectateurs : 72 938 Arbitrage : M. Bentu |
|             | détails                |       |                 | Spectateurs : 72 938 Arbitrage : M. Bentu | Spectateurs : 72 938 Arbitrage : M. Bentu |

| 14 septembre 1969 | Tchécoslovaquie                     | 3 - 3 | Hongrie                           | Stade de Strahov, Prague                        |                                                 |
|                   | Hagara 27e · Kvasnak 51e · Kuna 76e |       | Bene 8e · Dunai 36e · Fazekas 49e | Spectateurs : 33 907 Arbitrage : M. Tschenscher | Spectateurs : 33 907 Arbitrage : M. Tschenscher |
|                   | détails                             |       |                                   | Spectateurs : 33 907 Arbitrage : M. Tschenscher | Spectateurs : 33 907 Arbitrage : M. Tschenscher |

| 7 octobre 1969 | Tchécoslovaquie   | 3 - 0 | République d'Irlande | Stade de Strahov, Prague                     |                                              |
|                | Adamec 8e 37e 45e |       |                      | Spectateurs : 32 879 Arbitrage : M. Lo Bello | Spectateurs : 32 879 Arbitrage : M. Lo Bello |
|                | détails           |       |                      | Spectateurs : 32 879 Arbitrage : M. Lo Bello | Spectateurs : 32 879 Arbitrage : M. Lo Bello |

Match d'appui
| 3 décembre 1969 | Tchécoslovaquie                                         | 4 - 1 | Hongrie           | Stade Vélodrome, Marseille                |                                           |
|                 | Kvasnak 43e (pen.) · Veselý 58e · Adamec 64e · Jokl 80e |       | Kocsis 90e (pen.) | Spectateurs : 7 857 Arbitrage : M. Machin | Spectateurs : 7 857 Arbitrage : M. Machin |
|                 | détails                                                 |       |                   | Spectateurs : 7 857 Arbitrage : M. Machin | Spectateurs : 7 857 Arbitrage : M. Machin |

## Phase finale

### Premier tour
Qualifiée de justesse pour la Coupe du monde, la Tchécoslovaquie marque deux buts, dont l'un contre le futur champion du monde, mais perd ses trois matchs et termine dernière du groupe 3.
| Classement du groupe III |                 |     |   |   |   |   |    |    |      |
|                          | Équipe          | Pts | J | G | N | P | BP | BC | Diff |
| 1                        | Brésil          | 6   | 3 | 3 | 0 | 0 | 8  | 3  | +5   |
| 2                        | Angleterre      | 4   | 3 | 2 | 0 | 1 | 2  | 1  | +1   |
| 3                        | Roumanie        | 2   | 3 | 1 | 0 | 2 | 4  | 5  | -1   |
| 4                        | Tchécoslovaquie | 0   | 3 | 0 | 0 | 3 | 2  | 7  | -5   |

| 2 juin  | Angleterre | 1 | 0 | Roumanie        |
| 3 juin  | Brésil     | 4 | 1 | Tchécoslovaquie |
| 6 juin  | Roumanie   | 2 | 1 | Tchécoslovaquie |
| 7 juin  | Brésil     | 1 | 0 | Angleterre      |
| 10 juin | Brésil     | 3 | 2 | Roumanie        |
| 11 juin | Angleterre | 1 | 0 | Tchécoslovaquie |

| 3 juin 1970                       | Brésil                                      | 4 - 1 | Tchécoslovaquie | Estadio Jalisco, Guadalajara                   |                                                |
| 16:00 · Historique des rencontres | Rivelino 24e · Pelé 59e · Jairzinho 61e 81e |       | Petráš 11e      | Spectateurs : 52 897 Arbitrage : Ramon Barreto | Spectateurs : 52 897 Arbitrage : Ramon Barreto |
| 16:00 · Historique des rencontres | Rapport                                     |       |                 | Spectateurs : 52 897 Arbitrage : Ramon Barreto | Spectateurs : 52 897 Arbitrage : Ramon Barreto |

| 6 juin 1970                       | Roumanie                          | 2 - 1 | Tchécoslovaquie | Estadio Jalisco, Guadalajara                  |                                               |
| 16:00 · Historique des rencontres | Neagu 52e · Dumitrache 75e (pen.) |       | Petráš 5e       | Spectateurs : 56 818 Arbitrage : Diego De Leo | Spectateurs : 56 818 Arbitrage : Diego De Leo |
| 16:00 · Historique des rencontres | Rapport                           |       |                 | Spectateurs : 56 818 Arbitrage : Diego De Leo | Spectateurs : 56 818 Arbitrage : Diego De Leo |

| 11 juin 1970                      | Angleterre        | 1 - 0 | Tchécoslovaquie | Estadio Jalisco, Guadalajara                  |                                               |
| 16:00 · Historique des rencontres | Clarke 50e (pen.) |       |                 | Spectateurs : 49 292 Arbitrage : Roger Machin | Spectateurs : 49 292 Arbitrage : Roger Machin |
| 16:00 · Historique des rencontres | Rapport           |       |                 | Spectateurs : 49 292 Arbitrage : Roger Machin | Spectateurs : 49 292 Arbitrage : Roger Machin |

## Effectif
Jozef Marko, en poste depuis 1965, est le sélectionneur de la Tchécoslovaquie durant la Coupe du monde.
| No. | Pos.      | Joueur            | Date de naissance et âge | Sélec. | Club                      |
| --- | --------- | ----------------- | ------------------------ | ------ | ------------------------- |
| 1   | Gardien   | Ivo Viktor        | 21 mai 1942              | 19     | VTJ Dukla Praha           |
| 2   | Défenseur | Karol Dobiáš      | 18 décembre 1947         | 9      | Spartak TAZ Trnava        |
| 3   | Défenseur | Václav Migas      | 16 septembre 1944        | 4      | TJ Sparta ČKD Praha       |
| 4   | Défenseur | Vladimír Hagara   | 7 novembre 1943          | 10     | Spartak TAZ Trnava        |
| 5   | Défenseur | Alexander Horváth | 28 décembre 1938         | 24     | TJ Slovan CHZJD           |
| 6   | Attaquant | Andrej Kvašňák    | 19 mai 1935              | 49     | RFC Malinois              |
| 7   | Milieu    | Bohumil Veselý    | 18 juin 1945             | 13     | TJ Sparta ČKD Praha       |
| 8   | Attaquant | Ladislav Petráš   | 1er décembre 1946        | 1      | TJ Internacionál Slovnaft |
| 9   | Milieu    | Ladislav Kuna     | 3 avril 1947             | 22     | Spartak TAZ Trnava        |
| 10  | Attaquant | Jozef Adamec      | 26 février 1942          | 30     | Spartak TAZ Trnava        |
| 11  | Attaquant | Karol Jokl        | 29 août 1945             | 18     | TJ Slovan CHZJD           |
| 12  | Défenseur | Ján Pivarník      | 13 novembre 1947         | 6      | VSS Košice                |
| 13  | Gardien   | Anton Flešár      | 8 mai 1944               | 1      | FC Lokomotíva Košice      |
| 14  | Défenseur | Vladimír Hrivnák  | 23 avril 1945            | 4      | TJ Slovan CHZJD           |
| 15  | Défenseur | Ján Zlocha        | 24 mars 1942             | 3      | TJ Slovan CHZJD           |
| 16  | Milieu    | Ivan Hrdlička     | 20 novembre 1943         | 13     | TJ Slovan CHZJD           |
| 17  | Milieu    | Jaroslav Pollák   | 11 juillet 1947          | 5      | VSS Košice                |
| 18  | Milieu    | František Veselý  | 7 décembre 1943          | 16     | Slavia Prague             |
| 19  | Milieu    | Josef Jurkanin    | 5 mars 1949              | 8      | TJ Sparta ČKD Praha       |
| 20  | Attaquant | Milan Albrecht    | 16 juillet 1950          | 2      | Jednota Trenčín           |
| 21  | Attaquant | Ján Čapkovič      | 11 janvier 1948          | 4      | TJ Slovan CHZJD           |
| 22  | Gardien   | Alexander Vencel  | 8 février 1944           | 12     | TJ Slovan CHZJD           |